# Сафін Еміль Радікович
Еміль Радікович Сафін (рос. Эмиль Радикович Сафин; 8 серпня 1985, м. Челябінськ, СРСР) — російський хокеїст, воротар. Виступає за «Сокіл» (Красноярськ) у Вищій хокейній лізі. 
Вихованець хокейної школи «Мечел» (Челябінськ). Виступав за «Мечел-2» (Челябінськ), «Мечел» (Челябінськ).